# Victoria Royals
Victoria Royals je kanadský juniorský klub ledního hokeje, který sídlí ve Victorii v provincii Britská Kolumbie. Od roku 2011 působí v juniorské soutěži Western Hockey League. Založen byl v roce 2011 po přestěhování týmu Chilliwack Bruins do Victorie. Své domácí zápasy odehrává v hale Save-On-Foods Memorial Centre s kapacitou 7 006 diváků. Klubové barvy jsou královská modř, stříbrná, bílá a černá.
Nejznámější hráči, kteří prošli týmem, byli např.: Austin Carroll, Vladimir Bobyljev, Jack Walker nebo Joe Hicketts.

## Přehled ligové účasti
Zdroj: 
- 2011– : Western Hockey League (Britskokolumbijská divize)